# مانويل بيلجرانو
مانويل خوسيه خواكين ديل كورازون دي خيسوس بيلجرانو إي جونزاليس (بالإسبانية: Manuel Belgrano)‏ (3 يونيو 1770 – 20 يونيو 1820)، المشار إليه عادةً باسم مانويل بيلجرانو هو عالم اقتصاد أرجنتيني ومحامٍ وسياسي وقائد عسكري. شارك في حروب استقلال الأرجنتين وصمم علم الأرجنتين. يُعتبر واحدًا من المحررين (Libertadores) في البلد.
وُلد بيلجرانو في بوينس آيرس، الابن الرابع لرجل الأعمال الإيطالي بيلجرانو إي بّيري وسيدة الأعمال جوزيفا كاسيرو. أطَّلع على أفكار عصر التنوير عندما كان في الجامعة في إسبانيا في وقت الثورة الفرنسية. حاول الترويج لبعض الأهداف الاقتصادية والسياسية الجديدة بعد عودته إلى ملكية ريو دي لا بلاتا البديلة، حيث أصبح عضوًا بارزًا من سكان الكيريول لبوينس آيرس، ولكنه لاقى مقاومة شديدة من شبه الجزر المحلية. قاده هذا الرفض إلى العمل باتجاه الحكم الذاتي لبلاده من نظام الحكم الاستعماري الإسباني. في البداية، روج دون نجاح لطموحات كارلوتا خواكينا بأن تصبح حاكمة وصية على العرش لنائب الملك خلال الفترة التي كان فيها الملك الإسباني فريديناند السابع خلال حرب الاستقلال الإسبانية (1807-1814). أيَّد ثورة مايو، التي أزاحت نائب الملك بالتاسار هيدالجو دي سيسنيروس من السلطة في 25 مايو 1810. انتُخب عضوًا مصوتًا للجمعية الأولى التي تولت السلطة بعد الإطاحة.
قاد حملة البارغواي التي لم يحالفها الحظ بصفته مبعوثًا من الجمعية. دُحرت قواته من قبل برناردو دي فيلاسكو في معارك كامبيشويلو وباراجواري. بالرغم من خسارته، فقد أنشأت الحملة سلسلة من الأحداث  التي أدَّت إلى استقلال البارغواي في مايو 1811. انسحب للمناطق المجاورة لروزاريو، لتحصينها ضد هجوم الملكيين المحتمل من الفرقة الشرقية لنهر الأوروغواي. خلال وجوده هناك، أنشأ علم الأرجنتين. لم توافق الحكومية الثلاثية الأولى على العلم، ولكن بسبب الاتصالات البطيئة، لم يعلم بيلجرانو بذلك إلا بعد أسابيع لاحقة، في حين تعزيزه لجيش الشمال في خوخوي. أمر بيلجرانو  بالخروج من خوخوي، وأُخلي سكان محافظة خوخوي جميعهم إلى سان ميغيل دي توكومان، مع معرفته هناك أنه في موقف نقص استراتيجي  ضد الجيوش الملكية القادمة من بيرو العليا. تسبب هجومه المضاد في معركة توكومان في نصر استراتيجي كبير، وتبعه لاحقًا انتصار كامل على الجيش الملكي لبيو تريستان في معركة سالتا. مع ذلك، فقد أدَّت توغلاته العميقة في بيرو العليا إلى هزائم في فيلكابوجيو وأيوهوما، ما أدَّى بالحكومة الثلاثية الثانية إلى تعيين خوسيه دي سان مارتن -الواصل حديثًا- قائدًا لجيش الشمال بدلاً منه. بحلول ذلك الوقت، وافقت جمعية العام الثالثة عشر على استخدام علم بيلجرانو  علمًا للحرب الوطنية.
استمر بيلجرانو في همة دبلوماسية إلى أوروبا برفقة برناردينو ريفادافيا للبحث عن مساندة للحكومة الثورية. عاد في الوقت المناسب ليشارك في كونغرس توكومان، الذي أعلن استقلال الأرجنتين (1816). روَّج لخطة إنكا لخلق ملكية دستورية مع من ينحدر من الإنكا رئيسًا للدولة. لاقى هذا المقترح دعم سان مارتن، ومارتن ميغيل دي غوميس، والعديد من مندوبي المحافظات، ولكنه رُفض بشدة من قبل المندوبين من بوينس آيرس. وافق كونغرس توكومان على استخدام علمه ليكون العلم الوطني. بعد هذا، استلم بيلجرانو قيادة جيش الشمال مرة أخرى، ولكن مهمته كانت محصورة في حماية سان ميغيل دي توكومان من تقدم الملكيين بينما جهَّز سان مارتن جيش الأنديز لهجوم بديل عبر جبال الأنديز. عندما كانت بوينس آيرس على وشك أن تُغزى على يد خوسيه جيرفاسيو أرتيجاس وإستانسلاو لوبيز، حرك الجيش باتجاه الجنوب، ولكن قواته تمردت في يناير 1820. توفي بيلجرانو بداء الاستسقاء في 20 يونيو 1820. كانت كلماته الأخيرة: «¡Ay, Patria mía!» (يا بلدي!).

## سيرته الذاتية

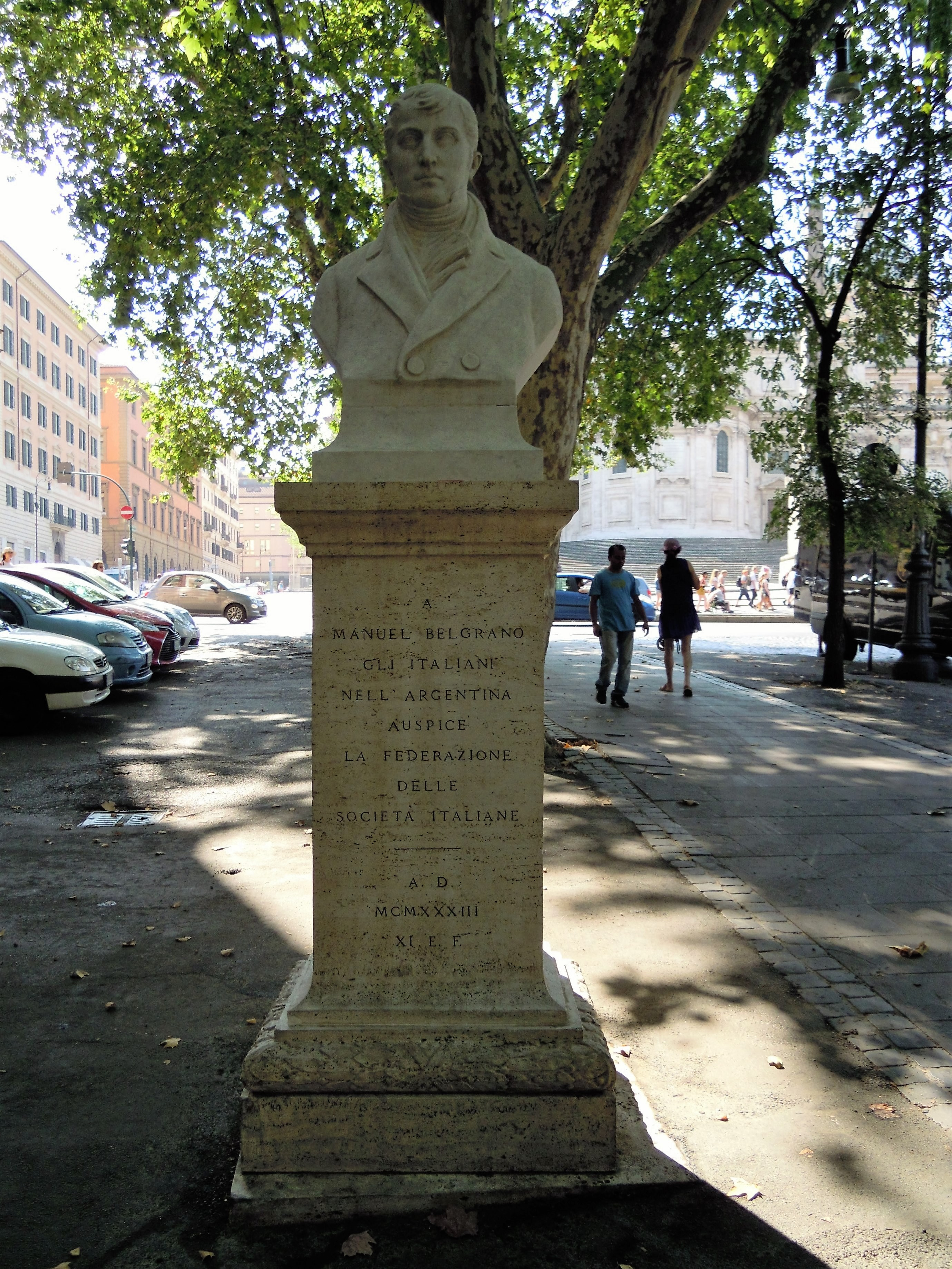
روما، ساحة اسكيلينو

### الأسلاف
وُلد مانويل خوسيه خواكين ديل كورازون دي خيسوس بيلجرانو إي جونزاليس في بوينس آيرس في 2 يونيو 1770، في منزل والده، الواقع بالقرب من دير سانتو دومينغو، في شارع سانتو دومينغو، بين شارعي مارتن دي تورز وسانتيسيما ترينيداد (الأسماء الحديثة لهذه الشوارع هي «بلغرانو»، «ديفينسا»، «بوليفّار» على التوالي). بالرغم من أن المدينة كانت ما تزال صغيرةً بعض الشيء، فقد عاش بيلجرانو في واحدٍ من أكثر الأحياء ثراءً. عُمِّد مانويل بيلجرانو في كاتدرائية بوينس آيرس. كان يعتبر من الكريولو بسبب ولادته في الأمريكيتين، وهي طبقة اجتماعية تحت سكان شبه الجزيرة.
كان والده دومينيكو ليغوريًا، من مدينة إمبيريا، إيطاليا. لقبه الموروث من جهة الأم بّيري، بّيريز بالإسبانية، أما لقبه الموروث من جهة الأب بيلجرانو، معناه حرفيًا «قمح صالح»، وهو اسم يرمز لإنتاج قمح جيد. غيّر اسمه «دومينيكو» إلى الإسبانية «دومينغو» أيضًا. كان تاجرًا إيطاليًا مرخصًا من قبل ملك إسبانيا للانتقال إلى الأمريكيتين، وكانت لديه اتصالات مع إسبانيا، ريو دي جانيرو، وبريطانيا. روّج لتأسيس القنصلية التجارية لبوينس آيرس، التي استلم قيادتها ابنه مانويل بعد سنين لاحقة. والدة بيلجرانو هي ماريا جوزيفا غونزاليس إيسلاس إي كاسيرو، المولودة في مدينة سانتياغو ديل استيرو، في الأرجنتين. شكّلت العائلة ثاني أغنى عائلة في بوينس آيرس، بعد عائلة إيسكالاداس. كان لديهم 16 ابنًا، توفي منهم أربعة. أدار دومينغو بلغرانو بيريز تجارة للعائلة، رتَّب زواج بناته الأربعة من تجار؛ ليصبحوا عملاءه الموثوقين في الفرقة الشرقية، وميسيونس، وإسبانيا. سلك الأبناء الثمانية الذين بقوا على قيد الحياة طرقًا مختلفة: أصبح دومينغو خوسيه إستانسلاو كاهنًا في الكاتدرائية المحلية، بينما انضم خوسيه غريغوريو إلى الجيش. كان من المفروض أن يتبع مانويل بيلجرانو عمل والده، ولكن عندما أصبحت لديه اهتمامات أخرى، واستمر شقيقه فرانسيسكو خوسيه ماريا في إدارة تجارة العائلة.

### دراسات أوروبية
أكمل بيلجرانو دراساته الأولى في مدرسة سان كارلوس، حيث تعلم الفلسفة اللاتينية، والمنطق، والفيزياء، والميتافيزيقيا، والأدب؛ تخرج عام 1786. كان لدومينغو نجاح تجاري كافٍ ليرسل ولديه فرانسيسكو ومانويل للدراسة في أوروبا. توقع منهم دراسة التجارة، ولكن مانويل قرر دراسة القانون. كان بيلجرانو ناجحًا جدًا واكتسب احترامًا لدرجة أن البابا بيوس السادس سمح له بدراسة الأدب الممنوع، وحتى الكتب المصنفة على أنها كتب هرطقة، ما عدا فقط الكتب الفلكية والفاحشة. وبهذه الطريقة تعرَّف على مؤلفين مثل مونتسكيو، وروسو، وفيلانجيري، الذين كانوا ممنوعين في إسبانيا.
درس بيلجرانو بالقرب من نخبة مفكري إسبانيا، حيث دارت نقاشات ساخنة حول الثورة الفرنسية القائمة. مبادئ المساواة والحرية، والنطاق العالمي لإعلان حقوق الإنسان والمواطن، ونقد الحقوق الإلهية للملوك كانت موضوعات ثابتة للنقاش. من بين مؤيدي هذه الأفكار، اعتُقد وجوب إعادة تشكيل إسبانيا تحت مبادئ مشابهة، ورُفض نقاد فكرة كهذه على أنهم طغاة أو مناصرون لأفكار قديمة. مع ذلك، كان عصر التنوير في إسبانيا مختلفًا قليلًا عن فرنسا؛ بسبب احترامه للدين والملكية. وهكذا، بالرغم من التأثيرات الجديدة، بقي بيلجرانو كاثوليكيًا قويًا ومُناصرًا للملكية.
درس بيلجرانو اللغات الحية، والاقتصاد السياسي، والحقوق العامة. من الكُتّاب الذين أثروا فيه كثيرًا هم بيدرو رودريغيز دي كامبومانيس، وجاسبار ميلكور دي جوفيلانوس، وآدم سميث، وفرانسوا كيسناي. ترجم بيلجرانو كتاب كيسناي بعنوان مفاهيم عامة للحكومة الاقتصادية في المملكة الزراعية (Maximes générales de gouvernement economique d'un royaume agricole) إلى اللغة الإسبانية. كان اهتمامه الرئيس في أعمال مؤلفين كهذا هي الأفكار التي أشارت إلى الصالح العام والرخاء الشعبي. كالعديد من الطلاب الجنوب أمريكيين، اهتم بالفلسفة، التي قالت إن الثروة أتت من الطبيعة، وإن الزراعة كانت نشاطًا اقتصاديًا ولَّد دخلًا أكثر من حاجة الشخص، وإن على الدولة عدم التدخل فيه على الإطلاق.

## روابط خارجية
- مانويل بيلجرانو على موقع الموسوعة البريطانية (الإنجليزية)